# Бабангида, Ибрагим
Ибрагим Бадамаси Бабангида (англ. Ibrahim Badamasi Babangida; род. 17 августа 1941[…], Минна, Северный регион) — нигерийский государственный деятель, глава государства с 1985 по 1993 год. Сыграл важную роль в большинстве вооружённых переворотов в стране (в 1966, 1976, 1983, августе и декабре 1985 и 1990).

## Личная жизнь
Родился в 1941 году в городе Минна, столице нынешнего штата Нигер. Принадлежит к этнической группе гбари. Исповедует ислам. Родители — Мухаммад и Аиша Бабангида. 6 сентября 1969 года женился на Марьям Кинг (первая леди Нигерии 1985—1993), от которой имеет четверых детей: Мухаммаду, Амину, Айшату, Халимату. Марьям умерла от осложнения рака яичников 27 декабря 2009 года.

## Служба в армии
Бабангида окончил военное училище в Индии в 1964 году, обучался в Королевском бронетанковом центре с января 1966 до апреля 1966 года, проходил Расширенный бронетанковый офицерский курс в школе офицеров с августа 1972 по июнь 1973 года, затем прошёл Старший офицерский курс на командование вооружёнными силами с января 1977 до июля 1977 года и Старший международный оборонный управленческий курс в военно-морской аспирантуре в США в 1980 году.

## Президент
27 августа 1985 года пришёл к власти через бескровный переворот, когда президент Мохаммаду Бухари был смещён с должности военными. С 29 декабря 1989 года также министр обороны. Бабангида выступил с обещанием прекратить нарушения прав человека (которые допускались при правительстве Бухари), бросить курить и отказаться от власти в 1990 году. Первоначально проводилась довольно либеральная политика, однако репрессии к инакомыслящим и массовая коррупция сохранились и при новом режиме. Впоследствии в стране начались массовые нарушения прав человека и политические убийства неугодных. Демократизация общества, инициированная Бабангида при приходе к власти, закончилась провалом.

### Попытка государственного переворота в 1990 году
22 апреля 1990 года Бабангида пережил попытку переворота под руководством майора Гидеона Оркара. Мятежники напали на казармы в столице Абудже, штаб-квартиру военного руководства страны и на резиденцию президента. Бабангида в результате покушения не пострадал, так как его охранники застрелили всех пятерых нападающих.

### Президентские выборы 1993 года
В рамках программы возвращения к гражданскому правительству в 1990 году состоялись выборы в местные органы власти, а в 1992 году были проведены парламентские выборы. Выборы гражданского президента были назначены на июнь 1993 года. Это были первые президентские выборы после военного переворота. Мошуд Абиола, лидер Социал-демократической партии (которая победила на парламентских выборах), был главным кандидатом на победу на президентских выборах. Абиола победил, получив 58 % голосов избирателей, второе место занял Башир Тофа с 41 % голосов. Хотя выборы в целом рассматривались как свободные и демократические, их результаты были отменены генералом Бабангидой. После отмены выборов военный режим начал массовые чистки и стравливать между собой разные этнические группы многонациональной страны с помощью пропаганды.

### Снятие с должности
Летом 1993 года начались массовые акции протеста против режима Бабангиды. В конце августа 1993 года протесты приняли характер массовой национальной забастовки, в результате чего экономика Нигерии резко пошла на спад. В связи с увеличением давления общественности на Бабангиду 27 августа военные передают право на управление страной временному правительству во главе с Эрнестом Шонекана, которое спустя три месяца было смещено генералом Сани Абача.